# Spring Framework
Spring Framework este o platformă cu sursă deschisă pentru simplificarea scrierii aplicațiilor în limbajul Java, dar există și o versiune pentru Platforma .NET.
Deși este folosit în principal pentru platforma Java EE, Spring poate fi utilizat pe orice aplicație Java. Este văzut în comunitatea programatorilor ca o alternativă la modelul Enterpise JavaBeans (EJB).

## Istoric
Spring a fost lansat în anul 2002 de către Rod Johnson împreună cu cartea sa, Expert One-on-One: J2EE Design and Development. În iunie 2003 Spring a intrat sub licența Apache 2.0.